# فرودگاه پولیارنی
فرودگاه پولیارنی (به روسی: Аэропорт Полярный) فرودگاهی عمومی واقع در اوداچنی در کشور روسیه است که توسط Alrosa Mirny Air Enterprise اداره می‌شود.

## شرکت‌های هواپیمایی و مقصدهای پروازی
| شرکت‌های هواپیمایی           | مقصدهای پروازی                      |
| --------------------------- | ----------------------------------- |
| Alrosa Mirny Air Enterprise | میرنی، دوموده‌دوو، تولمچوا، ایرکوتسک |
| آنگارا ایرلاینز             | ایرکوتسک, تولمچوا                   |
| نورداستار                   | یملیانو                             |